# Канівське лісове господарство
Державне підприємство «Ка́нівське лісове господарство» — структурний підрозділ Черкаського обласного управління лісового та мисливського господарства.
Офіс знаходиться в селі Литвинець Канівського району Черкаської області.

## Історія
Підприємство було утворене 11 березня 1958 року як Канівська гідролісомеліоративна станція (перша в СРСР), 1991 року перетворена на Канівське лісогосподарське підприємство, сучасний статус отримало згідно з наказом Держкомлісгоспу України № 96 від 3 лютого 2005 року.

## Лісовий фонд
Лісовий фонд підприємства розміщений на території Канівського району, а також частково на території Черкаського району.
Загальна площа лісового фонду складає 26293 га, з них під лісами 24558 га. Молодняк охоплює територію 4322 га. Сосна звичайна займає 9277 га, біла акація — 7916 га. Взагалі хвойні ліси займають площу 9223 га, твердолистяні — 13201,4 га, м'яколистяні — 2010,2 га.

## Лісництва
Лісове господарство охоплює 5 лісництв:
- Бучацьке лісництво — 6896 га
- Канівське лісництво — 6296 га
- Михайлівське лісництво — 4566 га
- Софіївське лісництво — 3391 га
- Степанецьке лісництво — 5144 га

## Об'єкти природно-заповідного фонду
На території лісгоспу розташовано низку об'єктів природо-заповідного фонду, серед яких Михайлівський ботанічний заказник площею 11 га, заповідне урочище «Перуни» площею 2 га, комплексна пам'ятка природи Костянецький Яр, геологічні пам'ятки природи Канівські луски, Канівські куести та Заводищанські куполи.